# Futebol Clube da Madalena
O Futebol Clube da Madalena é um clube de futebol português com sede na vila da Madalena, ilha do Pico, Açores. O clube foi fundado em 1974 e o seu atual presidente é Nuno Ventura.
Na época de 2006/07, disputou a 2ª divisão B, série C e classificou-se em 9º lugar. Voltou a subir à 2ª Divisão na época de 2009/10.
A equipa de futebol disputa os seus jogos em casa no Estádio Municipal da Madalena com capacidade para 2500 espectadores.

## Histórico

### Palmarés
| Escalão                                             | Nº Presenças | Títulos | Melhor Classificação |
| I                                                   | 0            | 0       | Nunca participou     |
| II                                                  | 0            | 0       | Nunca participou     |
| III                                                 | 3            | 2       | 2004/05 e 2009/10    |
| IV                                                  | 9            | -       | -                    |
| V                                                   | -            | -       | -                    |
| VI                                                  | -            | -       | -                    |
| VII                                                 | -            | -       | -                    |
| Taça de Portugal                                    | -            | -       | -                    |
| Taça da Liga                                        | 0            | 0       | Nunca participou     |
| inclui época 20__/20__; - informação não disponível |              |         |                      |